# Các loài của StarCraft
Loạt trò chơi chiến lược thời gian thực nhất của Blizzard Entertainment là StarCraft xoay quanh hàng loạt công việc xảy ra trong một khu vực xa của thiên hà, nơi mà 3 chủng tộc ganh đua với nhau cho uy quyền tối cao. Các chủng tộc có thể chơi của StarCraft bao gồm Terran, con người bị trục xuất khỏi Trái Đất có khả năng thích ứng với mọi tình huống; Zerg, chủng tộc giống côn trùng bị ám ảnh với việc đồng hóa các chủng tộc khác trong việc theo đuổi sự hoàn hảo về di truyền, và Protoss, một chủng tộc hình người với công nghệ tiên tiến và khả năng psionic, cố gắng để bảo tồn nền văn minh và cách triết học nghiêm ngặt của họ từ cuộc sống của Zerg. Mỗi chủng tộc đều có một chiến dịch duy nhất trong trò chơi chiến lược thời gian thực StarCraft. Ngoài ba chủng tộc nói trên thì những chủng tộc không chơi được cũng đã được một phần của truyền thuyết của loạt StarCraft này, đáng chú ý nhất trong số này là Xel'Naga, một chủng tộc có tính năng nổi bật trong lịch sử hư cấu của Protoss và chủng tộc Zerg.
Trò chơi gốc đã bán được hơn 9,5 triệu bản quốc tế , và vẫn là một trong những trò chơi phổ biến nhất trên thế giới . Một trong những yếu tố chính chịu trách nhiệm cho sự tiếp nhận tích cực của StarCraft là ba chủng tộc có thể chơi được độc đáo, với mỗi tộc được Blizzard phát triển các đặc điểm, đồ họa, câu chuyện gốc và phong cách chơi hoàn toàn khác nhau, trong khi vẫn giữ cân bằng trong việc chống lại nhau  Trước khi StarCraft được phát hành, hầu hết các trò chơi chiến lược thời gian thực đều có các phe phái và chủng tộc có phong cách chơi cơ bản giống nhau với các đơn vị chỉ có sự khác biệt về bề ngoài. Việc sử dụng của các phe độc đáo trong StarCraft đã được ghi nhận cho việc phổ biến khái niệm trong thể loại chiến lược thời gian thực . Đánh giá đương đại của trò chơi được chủ yếu ca ngợi vì sự chú ý đến sự cân bằng lối chơi giữa các chủng tộc , cũng như cho những câu chuyện hư cấu được xây dựng xung quanh .

## Thiết kế
Qua quá trình phát triển của trò chơi, các chủng tộc và đồ họa của StarCraft đã thay đổi đáng kể so với khái niệm nghệ thuật ban đầu của Chris Metzen. Đặc biệt, kể từ khi ra mắt công chúng đầu tiên tại E3 1996 , Zerg đã cho thấy một sự thay đổi sâu rộng trong thiết kế thị giác của chúng. Điều này đã được chủ yếu là do nỗ lực của Blizzard để chỉ đạo việc đua trò chơi ra khỏi hình thức trực quan, được công bố tại E3 1996, vốn khiến cho trò chơi bị nhạo báng là "Warcraft trong không gian" . Ban đầu Zerg được biết đến như là những "kẻ xâm lược ác mộng", sau đó trở thành "Zurg", và sau đó được đổi tên một lần nữa theo chính tả hiện tại của nó để tránh xung đột quyền tác giả với nhân vật Hoàng đế Zurg trong thương hiệu Toy Story của Pixar . Trong phiên bản alpha đầu được xây dựng bởi Bob Fitch, Zerg vẫn cho thấy cơ sở được lấy cảm hứng từ côn trùng, nhưng với vẻ ngoài bị thống trị bởi gai nhọn và sắc thái tươi sáng của màu xanh và tím. Khái niệm nghệ thuật ban đầu của Protoss cho thấy một bảng màu xanh lá cây và màu xanh trong áo giáp cơ khí của họ. Gắn liền chặt chẽ với phong cách hình ảnh quen thuộc của Warcraft II, bản xây dựng nhận được nhiều chỉ trích từ ngành công nghiệp báo chí, khiến cho việc thiết kế lại của các công cụ trò chơi, sửa chữa lớn các thiết kế hình ảnh tương ứng của các chủng tộc .
Phiên bản mới này, được công bố vào đầu năm 1997 , vẫn sử dụng engine Warcraft II là cơ sở của nó, nhưng với những thay đổi khác biệt. Terran và Protoss được chi tiết đến một mức độ lớn hơn nhiều hơn tại E3 năm 1996, cho thấy nhiều đơn vị của trò chơi trong các hình thức tương tự như sản phẩm cuối cùng. Blizzard Entertainment cũng bắt đầu công việc tạo tính cân bằng cho ba chủng tộc của trò chơi . Tuy nhiên, vào tháng 2 năm 1997, Bob Fitch tuyên bố rằng, bất chấp những nỗ lực này, egine trò chơi chỉ đơn giản là không có khả năng cung cấp các tính năng theo yêu cầu của nhà phát triển: ẩn, đào hang và nhiều hiệu ứng đặc biệt khác . Nhóm nghiên cứu phát triển do đó bắt tay vào cuộc cải tổ 2 tháng của engine đồ họa. Đây là phiên bản beta mới gần gũi hơn với phiên bản phát hành, như các chủng tộc đã có phong cách đồ họa hiện nay của họ: màu nâu côn trùng thiết kế của Zerg, áo giáp kiểu dáng đẹp, màu vàng của Protoss, và máy móc màu xám của Terran . Hầu hết các thiết kế của đơn vị đã được hoàn chỉnh vào thời điểm này và đồ họa của họ chỉ trải qua những thay đổi nhỏ. Một số tính năng trò chơi cũng đã được bổ sung ở giai đoạn phát triển này mà không bao giờ có mặt trong phát hành cuối cùng, chẳng hạn như tàu ngân hàng khi họ quay , tàu vận chuyển hạ cánh trên mặt đất để đón và trả khách , và xếp hạng cấp bậc, mặc dù các đơn vị Terran vẫn giữ lại cấp bậc là một tính năng hoàn toàn aesthestic. Tàu khu trục tên lửa Valkyrie của Terran cũng xuất hiện trong bản xây dựng của trò chơi này , mặc dù nó đã được gỡ bỏ trước khi phát hành cuối cùng, chỉ để được giới thiệu lại sau này trong bản mở rộng Brood War.

## Protoss
Protoss là một chủng tộc hình người trong loạt StarCraft. Họ bao gồm hai xã hội, các Protoss Khalai bảo thủ và Dark Templar lưu vong. Protoss được mô tả như là một chủng tộc có thể chất vật lý mạnh mẽ với quyền truy cập vào khả năng psionic nâng cao. Protoss được coi là chủng tộc có công nghệ tiên tiến nhất của loạt StarCraft và là trọng tâm của hai tập trong StarCraft và bản mở rộng Brood War của nó, cũng như là tính năng trong các chiến dịch của Insurrection và Retribution. Chiến lược của Protoss trong trò chơi thường được xây dựng xung quanh chất lượng của các đơn vị mà người chơi điều khiển hơn là số lượng. Có nguồn gốc từ Aiur, một hành tinh ở rìa của thiên hà, Protoss thường được thể hiện trong các trò chơi và tiểu thuyết của loạt StarCraft như là kẻ thù của Zerg.

### Thuộc tính

#### Xã hội
Xã hội Protoss được thể hiện trong bối cảnh của loạt StarCraft là một bộ tộc với một nền văn hóa chiến binh mạnh mẽ, cho đến khi một cuộc nội chiến lan khắp hành tinh cho phép một nhà thần bí, Khas, truy cập một psionic liên kết tự nhiên được chia sẻ bởi tất cả các Protoss . Phát hiện và giáo lý của Khas, dán nhãn là Khala, sau đó được sử dụng như một cơ sở cho một xã hội mới dựa trên đẳng cấp. Đẳng cấp Judicator tạo ra Conclave, cơ quan cầm quyền của Khalai Protoss. Đẳng cấp Templar tạo thành quân đội, và đẳng cấp Khalai thì bao gồm tất cả các Protoss khác . Người chơi điều khiển một nhân vật Templar trong các chiến dịch Protoss của tất cả các trò chơi điện tử cho đến nay. Xã hội Khalai Protoss được mô tả như là cứng đầu bảo thủ trong khi vẫn duy trì nền văn hóa chiến binh và các giá trị danh dự của hệ thống bộ lạc .
Cốt truyện được trình bày trong StarCraft, hướng dẫn sử dụng và trong cuốn tiểu thuyết Shadow Hunters cũng cho thấy sự nổi lên của một xã hội thứ hai của Protoss được biết đến như Dark Templar, một thiểu số đáng kể của những người Protoss từ chối Khala ra sợ mất cá tính của mình bên trong liên kết tâm linh. Dark Templar do đó được coi là lạc giáo bởi Protoss Khalai và bị đuổi ra khỏi Aiur . Mặc dù vậy, phần lớn các Dark Templar không giữ bất cứ điều gì chống lại những người anh em họ xa lạ, tìm kiếm để bảo vệ Aiur một cách bí mật trong bất kỳ cách nào họ có thể. Các Dark Templar được trình bày như du canh du cư, chỉ định cư trên hành tinh Shakuras để nghiên cứu một ngôi đền Xel'Naga. Sau kết thúc của StarCraft, hai nhóm bắt đầu được hòa giải, nhưng sự hòa giải này lại bị hoen ố bởi sự mất lòng tin lẫn nhau .
StarCraft II cũng miêu tả một nhóm thứ ba của Protoss, được biết đến như Tal'Darim. Bỏ lại phía sau trên Aiur trong cuộc xâm lược của Zerg, nhóm li khai này mất kết nối với xã hội Khalai và thụt lùi đến một nhà nước xâm lược và cuồng tín.

#### Mô tả
Protoss có hình người, cao khoảng ba mét với 2 mắt sáng, thường là vàng hoặc xanh. Với bốn ngón tay trên mỗi bàn tay, bốn ngón chân trên mỗi bàn chân, chân ba càng, ngực rộng và vai thắt eo hẹp, Protoss rất nhanh nhẹn và có thể chất mạnh mẽ. Một đỉnh xương kéo dài từ đỉnh đầu, với các sợi thần kinh dài mọc từ mặt sau của đầu. Những sợi này tạo điều kiện liên kết cơ bản tâm lý cho tất cả các Protoss . Mỗi Protoss có một màu da khác nhau tương ứng với bộ tộc mà họ có nguồn gốc từ đó . Protoss không có tai (nhưng họ có thể nghe, như khi Terran nói chuyện với họ), miệng hoặc mũi, nhưng có thể giao tiếp ngoại cảm và có khứu giác nhạy cảm và mạnh mẽ. Protoss không cần phải ăn uống, nhưng được thể hiện trong The Dark Templar Saga là thay vào đó lại hấp thụ năng lượng từ một dạng quang hợp . Tuổi thọ trung bình cho một Protoss là khoảng 1.000 năm.
Ngược lại với hai chủng tộc kia, các đơn vị và các tòa nhà Protoss hiển thị một thiết kế mượt mà và thanh lịch, thường nhấn mạnh màu vàng và màu xanh trên áo giáp và các loại xe, mặc dù đơn vị Dark Templar hiển thị màu xám chứ không phải là màu vàng. Đơn vị Protoss nói chung là đắt tiền và sản xuất chậm hơn so với các đơn vị Zerg hay Terran, nhưng ngược lại cũng mạnh mẽ và hiệu quả hơn trong chiến đấu. Tất cả các đơn vị các tòa nhà của Protoss được bao phủ bởi một lá chắn năng lượng tái tạo, tăng thêm số lượng thiệt hại mà họ có thể chịu đựng, mặc dù Protoss không có cách nào chữa thương hoặc sửa chữa các đơn vị của họ .

### Xuất hiện
Protoss là trọng tâm trong chiến dịch thứ ba của StarCraft. Trong các sự kiện ngay lập tức diễn ra trước khi bắt đầu của trò chơi, Khalai Protoss nhận thức được một cuộc xâm lược của Zerg trên thế giới Terran, và phản ứng bằng cách gửi một hạm đội được chỉ huy bởi High Templar Tassadar để tiêu diệt thế giới Terran bị nhiễm khuẩn. Tassadar thay vì tiến hành mệnh lệnh tàn sát dân số Terran đã cố gắng tiêu diệt Zerg bằng các phương tiện thông thường. Tassadar sau đó gặp một Dark Templar, Zeratul, và bị ảnh hưởng bởi nền văn hóa Dark Templar, khiến Protoss Khalai coi Tassadar là một kẻ phản bội. Zeratul vô tình tiết lộ vị trí quê nhà Aiur của Protos cho Zerg, dẫn đến một cuộc xâm lược của Zerg tàn phá hành tinh. Vào cuối StarCraft, Tassadar hy sinh thân mình để cứu người của mình và đồng minh Terran bằng cách tiêu diệt Zerg Overmind  bằng cách đâm chiến hạm của mình, "Ganthritor", trực tiếp vào Overmind.
Protoss trở lại trong Tập IV của Brood War, bản mở rộng của StarCraft. Ngay lập tức sau kết luận của StarCraft, Zeratul và Templar Artanis sơ tán các Protoss Khalai còn sống sót từ Aiur sang thế giới thuộc địa của Dark Templar ở Shakuras. Sau khi Zerg bám theo họ tới Shakuras, Zeratul và Artanis khai thác năng lượng của một ngôi đền Xel'Naga, quét sạch Zerg ra khỏi hành tinh. Protoss cố gắng xây dựng lại cuộc sống của họ trên Shakuras, nhưng bị gián đoạn bởi một cuộc tấn của Zerg chỉ huy bởi Sarah Kerrigan, kẻ bắt cóc người lãnh đạo của Dark Templar là Raszagal. Sử dụng Raszagal làm đòn bẩy, Kerrigan buộc Zeratul phải giết chết một Overmind mới đang ủ bệnh. Zeratul tuân theo, nhưng sau đó giết chết Raszagal sau khi biết được rằng bà đã bị tẩy não bởi Zerg. Zeratul biến mất trong khi Artanis nắm quyền lãnh đạo và cố gắng để tái tạo lại nền văn minh của dân tộc .
StarCraft II: Wings of Liberty giới thiệu Tal'Darim cuồng tín, những người đang xung đột với Jim Raynor trong khi anh cố gắng để tìm hiện vật Xel'Naga cho Moebius Foundation. Quan trọng hơn, Zeratul phát hiện ra rằng một lực lượng nào đó đã kết hợp thành công vật liệu di truyền của Protoss và Zerg, tạo ra một chủng tộc lai vô cùng mạnh mẽ. Zeratul đi đến Aiur để thăm dò xác chết của Zerg Overmind cho thông tin về một lời tiên tri ngày tận thế, và bất ngờ tìm thấy Tassadar trong một hình thức siêu nhiên. Những ký ức được tìm thấy trong vỏ não của Overmind mô tả tầm nhìn của một tương lai trong đó Kerrigan bị giết chết, và rồi giống lai do một thực thể được biết đến như là Dark Voice nắm quyền kiểm soát Swarm, phá hủy tất cả các hình thức khác của cuộc sống, sau đó tiêu diệt Zerg luôn. Zeratul gặp gỡ Raynor, cho anh biết ý định của ông là theo dõi và đánh bại Queen of Blades, và khuyên anh tha chết cho cô.

## Terran
Terran là một phiên bản hư cấu trong tương lai của nhân loại trong loạt StarCraft. Terran là chủng tộc bị phân mảnh nhiều nhất trong các chủng tộc của StarCraft, bao gồm nhiều phe phái không chỉ chống lại các chủng tộc khác nhau mà còn chống lại lẫn nhau. Được xem là một chủng tộc thích ứng và cơ động, Terran được ghi nhận trong truyền thuyết của loạt StarCraft do khả năng nhanh chóng truy cập và tiêu hao tài nguyên của một hành tinh. Terran đã được dành riêng một chiến dịch đầy đủ trong mỗi phần loạt trò chơi cho đến nay, và được định nghĩa trong trò chơi bằng sự chuyên môn của các đơn vị và chiến thuật của phòng thủ và cơ động. Trong cốt truyện của loạt StarCraft, Terran thường được hiển thị như là bị rơi vào cuộc xung đột giữa Protoss và Zerg trong khi cũng phải đối phó với các cuộc nội chiến diễn ra thường xuyên.

### Thuộc tính

#### Xã hội
Terran được hiển thị là dễ bị phân mảnh nhất trong các chủng tộc trong StarCraft, với nhiều phe phái cạnh tranh cho sự thống trị lẫn nhau. Nhiều phe phái khác nhau được sử dụng trong suốt loạt trò chơi, từ các chính phủ quốc gia và tập đoàn cho đến quân nổi dậy và bọn tội phạm, mặc dù chỉ có 4 phe phái được biểu hiện là có ảnh hưởng lớn trong cốt truyện tổng thể. Phe đầu tiên được đề cập trong cốt truyện của loạt là United Earth Directorate (UED). Một chính phủ thống nhất của hầu như tất cả các quốc gia của Trái Đất và các thuộc địa cả trong và ngoài Hệ mặt trời, UED tuyên bố hoạt động theo một chính sách "giác ngộ chủ nghĩa xã hội" nhưng lại sử dụng các phương pháp khắc nghiệt của nó trong điều hành trật tự công cộng và kiểm duyệt các phương tiện truyền thông . Nó cũng được xem là ủng hộ cho thuyết ưu sinh, dẫn đến việc tàn sát hàng triệu người và trục xuất tội phạm và đột biến di truyền để thuộc địa hóa Koprulu Sector nằm ở phía xa của thiên hà, nơi mà trong đó loạt starCraft diễn ra. UED vẫn đứng bên ngoài các sự kiện của loạt trò chơi cho đến Brood War, khi mà UED quan tâm đến sự phát hiện của Protoss và Zerg, sự tiếp xúc lần đầu tiên giữa chủng tộc người và người ngoài hành tinh. Người chơi thậm chí còn điều khiển phe UED trong Tập V của Brood War 
Các tù nhân bị trục xuất khỏi Trái Đất hình thành Confederacy of Man trong Koprulu Sector. Là một chính quyền có ít người cầm đầu kiểu de facto , hoạt động bên trong của Confederacy of Man được xây dựng trong các tiểu thuyết Liberty's Crusade, Speed of Darkness và Nova. Có vai trò là phe đối lập chính trong Tập I của StarCraft, Confederacy được thể hiện như phe mạnh nhất trong khu vực vào lúc bắt đầu của StarCraft; trong các tiểu thuyết, nó được mô tả là tàn bạo đối với công chúng và sự tham nhũng ở mức cao nhất trên thủ đô Tarsonis . Người chơi được kiểm soát một bộ phận của lực lượng an ninh Confederacy trong chiến dịch phần trước của StarCraft. Do sự tàn bạo của mình, Confederacy bị chống đối bởi một loạt các nhóm nổi loạn và cuối cùng là bị lật đổ bởi Sons of Korhal. Sons of Korhal, một nhóm phiến quân được dẫn dắt bởi Arcturus Mengsk, do người chơi điều khiển trong Tập I của StarCraft, thành lập Terran Dominion để thay thế cho Confederacy bị phá hủy, với hành tinh Korhal IV là thủ đô. Dominion là một nhà nước chuyên quyền với Mengsk là Hoàng đế của nó . Các hoạt động của Dominion được xây dựng trên trong loạt tiểu thuyết The Dark Templar Saga. Mặc dù Mengsk cho thấy mình là một nhà độc tài nhân từ, ông chỉ được thấy là khắc nghiệt như người tiền nhiệm của ông .
Hành động của Mengsk trong chiến dịch của ông chống lại Confederacy đã tạo nên một kẻ thù là Jim Raynor, một trong những chỉ huy của Sons of Korhal. Sau khi Mengsk phản bội các thành viên khác của đội ngũ nhân viên chỉ huy của ông và tiết lộ mục tiêu thật sự của mình là để có được sức mạnh tối thượng, Raynor tách ra và tạo thành một phong trào kháng chiến Dominion, mang tên Raiders Raynor. Được miêu tả trong tiểu thuyết như là một đội quân nhỏ chủ yếu bao gồm thành viên từ lực lượng dân quân thuộc địa cũ của Raynor, Raiders sử dụng chiến hạm chỉ huy mà họ cướp được trước đây từ Sons of Korhal là Hyperion làm cơ sở hoạt động của họ. Trong Queen of Blades, Raiders được mô tả như là nhóm đào tẩu và nổi loạn được truy nã gắt gao nhất bởi Dominion. Người chơi giả định vai trò của Raynor dẫn đầu nhóm trong StarCraft II .

#### Mô tả
Terran được hiển thị như là con người tiêu chuẩn, và thường thấy trong trò chơi sử dụng giáp chiến đấu bọc xương với các máy móc chiến tranh khác như xe tăng và chiến hạm không gian trong tương lai sử dụng bởi quân đội của họ. Một số Terran được hiển thị là có các thiết bị cấy ghép điều khiển học . Hành vi của con người trong lịch sử hư cấu của hướng dẫn sử dụng trong StarCraft cũng chỉ ra việc Terran có khả năng truy cập và làm cạn kiệt nguồn tài nguyên tự nhiên của một hành tinh ở một tốc độ "đáng báo động " . Terran cũng được lưu ý trong cốt truyện là có một tiềm năng psionic phát triển. Tiềm năng psionic của họ là thứ đã lôi kéo Zerg tấn công Terran, nhằm kết hợp những đặc điểm này vào hệ gen của Zerg . Yếu tố psionic này cũng được phản ánh trong công nghệ quân sự của Terran thông qua các đặc vụ "Ghost". Được thành lập như là một trong những phần biểu tượng của StarCraft, các đặc vụ "Ghost" của Terran là những người được sinh ra với các khả năng psionic khác nhau từ đơn giản như thần giao cách cảm đến các khả năng tiên tiến như dịch chuyển đồ vật hoặc khả năng đặc biệt thể hiện bởi Nova Terra, khi cô có thể giết chết toàn bộ một nhóm người chỉ bằng tư tưởng: những người nay sau đó được xác định bởi quân đội và được đưa vào một chế độ đào tạo đặc biệt có thể lấy đi mạng sống của họ. Trong trò chơi, đơn vị "Ghost" được trang bị với một thiết bị ẩn và được thiết kế cho trinh sát và chỉ định mục tiêu cho tấn công hạt nhân , nhưng đã được phát triển hơn nữa thông qua các truyền thuyết của loạt trong StarCraft: Ghost, đặc biệt tập trung vào đời sống của Nova.
Trong trò chơi, Terran có xu hướng ủng hộ phương thức truyền thống của chiến tranh, thường sử dụng vũ khí chiến thuật kết hợp với xe tăng, máy bay hoặc xe chiến đấu khác kết hợp với bộ binh thông thường. Sử dụng đạn đạo, vũ khí nong lớn và thậm chí đầu đạn hạt nhân chiến thuật, nhiều đơn vị Terran gợi nhớ đến thiết kế ngày nay. Terran được coi là thích nghi hơn so với 2 chủng tộc khác và có thể để sản xuất các đơn vị với một chi phí trung bình. Cấu trúc chính của căn cứ thậm chí có thể cất cánh và bay đến các địa điểm khác, cho phép người chơi di chuyển các tòa nhà để triển khai quân nhanh hơn, truy cập đến các địa điểm tài nguyên mới hoặc bảo vệ các cấu trúc khỏi bị phá hủy bởi kẻ thù. Các tòa nhà và đơn vị cơ giới của Terran có thể được sửa chữa nếu bị hư hỏng, và nhân viên y tế chiến đấu có thể chữa lành các đơn vị hữu cơ bị thương .

### Xuất hiện
Người chơi lần đầu tiên giới thiệu đầy đủ với Terran trong Tập I của StarCraft. Đối với một số năm trước khi trò chơi bắt đầu, Confederacy được thể hiện là đang thua dần trong cuộc chiến chống lại Sons of Korhal. Khi Zerg và Protoss chứng minh sự tồn tại của mình, tốc độ của cuộc chiến tranh thay đổi một cách nhanh chóng. Ngươi chơi, cùng với Jim Raynor, gia nhập với Arcturus Mengsk và Sons of Korhal, giúp mang lại sự sụp đổ của Confederacy bằng cách sử dụng công nghệ của chính Confederacy để thu hút Zerg phá hủy thủ đô Tarsonis của Confederacy. Trong quá trình này, tuy nhiên, Mengsk bỏ rơi chỉ huy thứ hai của mình, Sarah Kerrigan cho Zerg trên Tarsonis. Như một kết quả của các chiến thuật tàn bạo được sử dụng bởi Mengsk và hy sinh không cần thiết của Kerrigan Zerg, Raynor từ bỏ Mengsk và Dominion được hình thành của ông ta để tìm kiếm cho Kerrigan bị mất tích. Khi Raynor cuối cùng đã tìm thấy cô trên hành tinh Char đã tiết lộ rằng cô bị bắt và nhiễm khuẩn bởi Zerg Overmind. Sau đó, ông gặp Zeratul và Tassadar và do đó trở thành một đồng minh của Protoss. Lực lượng của Raynor hỗ trợ Protoss trong việc bảo vệ quê nhà của họ từ Zerg và giúp phá hủy Zerg Overmind, trong kết luận của trò chơi .
Trong Tập V của Brood War's, người chơi vào vai một thuyền trưởng trong lực lượng viễn chinh của UED, phái đi dẹp loạn khu vực sau khi tin tức về sự phát hiện của Zerg và Protoss đến Trái Đất. Lực lượng UED thành công trong các trận chiến ban đầu của họ, nhanh chóng kiểm soát Dominion và giam cầm một Overmind mới phát triển để thay thế cho Overmind gốc bị giết bởi Tassadar. Tuy nhiên, UED không bắt được Mengsk, người đồng minh với Raynor, Kerrigan và Templar Protoss là Fenix. UED do đó dần dần bị đánh đật trở lại bởi liên minh này và mặc dù Kerrigan sau đó phản bội lại đồng minh mới của mình, lực lượng Zerg của cô cuối cùng đã tiêu diệt hạm đội UED. Tập kết lực lượng còn sống sót, Mengsk bắt đầu xây dựng lại đế chế của mình, mặc dù ông vẫn còn phải đối phó với Raynor và quân đội của anh.
Raynor là nhân vật chính và nhân vật của người chơi trong StarCraft II: Wings of Liberty. Trong quá trình của chiến dịch, Raiders Raynor được cho thấy là chiến đấu chống lại Zerg và đế chế của Mengsk cùng một lúc. Theo chỉ thị của một nhóm được gọi là Moebius Foundation, Raiders thu thập các mảnh của một cổ vật Xel'Naga, cho đến khi được tiết lộ rằng Moebius Foundation thực sự là được chỉ đạo bởi Valerian Mengsk, con trai của Arcturus. Valerian có ý định sử dụng sức mạnh của cổ vật để tiêu diệt Queen of Blades, chứng minh cho công dân của đế chế rằng anh sẽ là một người kế nhiệm xứng đáng cho ngai vàng. Raynor kết thúc việc lắp ráp cổ vật và gia nhập quân đội hoàng gia trong một cuộc tấn công trên quê nha Zerg trên Char, nhưng cũng đồng thời phát hiện bằng chứng của sự phản bội của Mengsk trên Tarsonis và phát sóng trên toàn khu vực. Các lực lượng Terran trên Char sử dụng cổ vật để khôi phục lại nhân tính của Kerrigan, làm cô bị suy yếu đáng kể, nhưng Raynor từ chối giết cô. Trailer cho StarCraft II: Heart of the Swarm, tiếp tục theo cốt truyện này, mô tả lực lượng Dominion cố gắng ám sát Kerrigan.

## Zerg
Zerg Swarm là một chủng tộc hư cấu của lao giống côn trùng với khả năng ký sinh và phe đối kháng của loạt StarCraft. Hoạt động theo một tâm trí kiểu tổ ong, Zerg phấn đấu cho hoàn thiện di truyền bằng cách đồng hóa các chủng tộc "xứng đáng" vào chính mình, tạo ra nhiều chủng loại khác nhau của Zerg. Không giống như Protoss và Terran, Zerg không sử dụng công nghệ mà thay vào đó, chúng đồng hóa những đặc điểm của loài khác theo hướng đột biến để phù hợp với công nghệ như vậy. Như với hai chủng tộc chính khác, Zerg là chủ đề của một chiến dịch đầy đủ trong mỗi trò chơi điện tử chiến lược thời gian thực của loạt StarCraft. Các đơn vị Zerg được thiết kế để có giá rẻ và có thể sản xuất một cách nhanh chóng, khuyến khích người chơi áp đảo đối thủ của họ với số lượng. Kể từ khi StarCraft phát hành, Zerg đã trở thành một biểu tượng của giới game, được mô tả bởi PC Gamer UK là "chủng tộc tốt nhất trong lịch sử chiến lược " . Thuật ngữ "Zerg Rush " hoặc zerging" đã trở thành một thuật ngữ chơi game điện tử để mô tả việc hy sinh phát triển kinh tế để sử dụng nhiều đơn vị chi phí thấp và yếu để đánh nhanh và áp đảo đối phương . Chiến thuật này rất nổi tiếng, với hầu hết người chơi RTS có kinh nghiệm đều quen thuộc với chiến thuật trong dạng này hay dạng khác.

### Thuộc tính

#### Xã hội
Zerg là một ý thức tập thể của một loạt các chủng tộc khác nhau đồng hóa vào hệ gen của Zerg. Zerg được chỉ huy bởi Zerg Overmind, một biểu hiện của tâm tổ ong, và dưới sự kiểm soát của Overmind, Zerg phấn đấu để hoàn thiện di truyền bằng cách đồng hóa những đặc điểm thuận lợi của các loài khác . Sau khi một loài đã được đồng hóa vào Swarm, nó bị đột biến hướng tới một chức năng khác nhau trong hệ thống cấp bậc của Zerg,từ công nhân đến chiến binh. Hướng dẫn sử dụng của StarCraft ghi chú rằng một số loài có ít sở hữu các hình dạng ban đầu của họ chỉ sau một thời gian ngắn bị đồng hóa . Overmind điều khiển Swarm thông qua đặc vụ thứ cấp được gọi là Cerebrates. Cerebrates chỉ huy một bầy riêng của Zerg, với một vai trò chiến thuật khác nhau trong hệ thống phân cấp. Cerebrates tiếp tục ủy quyền thông qua việc sử dụng Overlords để chỉ đạo chiến trường và Queen để canh tổ ong .
Phần lớn của Zerg không có bất kỳ ý thức riêng do chúng biến buộc phải tuân theo lệnh của Zerg cao hơn trong hệ thống phân cấp, mặc dù chúng đủ thông minh để hình thành chiến lược và làm việc như một đội trên chiến trường. Mặc dù vậy, một Zerg trung bình không có ý thức tự bảo quản . Cùng với Overmind, các Zerg Cerebrates đều có sự khôn ngoan đầy đủ, với cá tính và phương pháp của mình, mặc dù bẩm sinh chúng không có khả năng bất tuân mệnh lệnh của Overmind . Overmind còn có khả năng tái sinh Cerebrates nếu cơ thể của họ bị giết, mặc dù năng lượng của các Protoss Dark Templar có khả năng phá vỡ quá trình này. Nếu cerebrate hoàn toàn chết và không thể được hồi sinh, Overmind mất kiểm soát của bầy của Cerebrate đó, khiến chúng trở nên hung hăng và tấn công bất cứ thứ gì. Sau cái chết của Overmind trong StarCraft và sự phá hủy của một Overmind mới trong Brood War, Chris Metzen của Blizzard Entertainment đã tiết lộ rằng các cerebrates còn sống sót đều chết do chúng không có khả năng sống sót mà không có chủ nhân của mình, khiến các Terran bị nhiễm khuẩn và giải thưởng của Overmind, Sarah Kerrigan, hoàn toàn kiểm soát Swarm .

#### Mô tả
Cốt truyện của loạt trò chơi mô tả Zerg có nguồn gốc là các ấu trùng nhỏ, một dạng sống hầu như không đáng kể trên quê nhà Zerus . Xel'Naga là người chịu trách nhiệm cho việc thao tác sự tiến hóa của Zerg, cho phép các ấu trùng Zerg có thể hợp nhất bằng cách ký sinh với các sinh vật khác, kiểm soát hệ thống thần kinh của vật chủ của chúng. Từ đây, Zerg có thể biến đổi vật chủ và thêm vào DNA của nó cho các ấu trùng Zerg khác để biến đổi thành . Phương pháp đồng hóa này có nghĩa là không có một loại Zerg điển hình rõ ràng, nói đúng hơn, nhiều giống và chủng của Zerg đều dựa vào một cốt lõi ban đầu. Tuy nhiên, phong cách của Zerg là phù hợp, với các giống sử dụng mai làm áo giáp, và sử dụng gai, vuốt và axit để tấn công kẻ thù . Mỗi chủng phục vụ cho một vai trò khác biệt và sở hữu những đặc điểm cần thiết để thực hiện chức năng của nó. Thuộc địa Zerg cũng thể hiện vai trò tương tự, với mỗi công trình được xây dựng trong một thuộc địa và về cơ bản tạo lập ra một cơ quan trong một dạng sống lớn hơn. Các thuộc địa Zerg tạo ra một thảm của vật chất sinh học gọi là "leo", trong đó chủ yếu cung cấp dinh dưỡng cho các công trình và sinh vật Zerg v. Zerg cũng được hiển thị là đánh giá cao sự phụ thuộc vào cơ cấu chỉ huy của chúng: nếu một Zerg nên mất kết nối với tâm trí tổ ong, nó có thể chuyển sang thụ động và không có khả năng hành động, hoặc trở thành hoàn toàn không kiểm soát được và tấn công đồng minh và kẻ thù như nhau.
Tòa nhà và các đơn vị của Zerg hoàn toàn là hữu cơ trong game, cho phép mỗi Zerg từ từ hồi phục nếu bị hư hỏng. Zerg sản xuất là tập trung hơn hơn so với Terran và Protoss; một trung tâm sản xuất giống phải được sử dụng để tạo ra Zerg mới, với các công trình khác cung cấp tài sản cây công nghệ cần thiết, trong khi 2 chủng tộc kia có thể sản xuất các đơn vị từ một số công trình. Đơn vị Zerg có xu hướng yếu hơn so với những đơn vị của hai chủng tộc kia, nhưng cũng rẻ hơn, cho phép chiến thuật rush được sử dụng. Một số đơn vị Zerg có khả năng nhiễm khuẩn kẻ thù với các ký sinh trùng khác nhau bao gồm từ việc có thể để xem những gì mà một đơn vị của đối phương nhìn thấy hoặc Zerg sinh sản bên trong một đơn vị kẻ thù. Ngoài ra, Zerg có thể nhiễm khuẩn một số tòa nhà Terran, cho phép sản xuất của các đơn vị Terran bị nhiễm khuẩn đặc biệt .

### Xuất hiện
Trong StarCraft, Zerg bị ám ảnh với sự theo đuổi sự tinh khiết về di truyền, và là trọng tâm của tập thứ hai của trò chơi. Với người Protoss được Xel'Naga trao quyền như là dạng sống tối thượng, Zerg xâm chiếm các thuộc địa Terran trong Koprulu Sector đồng hóa tiềm năng psionic của Terran và tạo cho Zerg một lợi thế hơn Protoss. Thông qua các hành động của Sons of Korhal, Zerg bị thu hút đến thủ đô Tarsonis của Confederate, nơi chúng bắt giữ được đặc vũ "Ghost" là Sarah Kerrigan và nhiễm khuẩn cô. Trở về căn cứ Zerg hoạt động trên Char, Zerg bị tấn công bởi Dark Templar Zeratul, người vô tình cung cấp vị trí quê nhà Aiur của Protoss cho Zerg Overmind. Với chiến thắng trong tầm nhìn, Overmind phát động một cuộc xâm lược Aiur và sáp nhập vào hành tinh. Tuy nhiên, vào cuối trò chơi, Protoss High Templar là Tassadar hy sinh thân mình để tiêu diệt Overmind, để lại Zerg chạy tràn lan và không được chỉ huy trên khắp hành tinh ref name="Story1"/>.
Sự trở lại Zerg trong Brood War ban đầu là những kẻ giết người bừa bãi không kiểm soát được. Thông qua phần đầu của Brood War, Sarah Kerrigan lmâu thuẫn với các Cerebrates còn sống sót, những người đã hình thành một Overmind mới để khôi phục lại quyền kiểm soát của Swarm. Thông qua việc liên minh với Protoss, Kerrigan tấn công các Cerebrates, gây gián đoạn các kế hoạch của họ. Cuối cùng, hạm đội UED đánh chiếm Char và đánh thuốc Overmind mới, khiến các Cerebrates và Zerg nằm dưới sự kiểm soát của họ. Kerrigan trả đũa bằng cách liên kết với Dominion và các lực lượng của Jim Raynor và Fenix, giành lại đất đai bị mất cho UED. Tuy nhiên, cô sau đó phản bội liên minh này, làm thiệt hại nặng các cơ sở hạ tầng của các đồng minh của mình. Buộc Zeratul phải giết chết Overmind mới, lực lượng của Kerrigan phá hủy những gì còn lại của hạm đội UED, nắm toàn quyền kiểm soát Zerg và thiết lập Swarm là phe mạnh nhất trong khu vực .
Trong StarCraft II: Wings of Liberty, Zerg tấn công Dominion và khiến Dominion thất thủ từ từ, buộc Mengsk phải từ bỏ các lãnh địa vùng ven để bảo vệ vùng trung tâm Korha. Jim Raynor và lực lượng nổi dậy, những người chống lại cả Dominion và Zerg, kịp thời bảo vệ an toàn một cổ vật Xel'Naga cổ đại và sau khi xâm nhập Char thành công, họ sử dụng nó để chinh phục Zerg và khôi phục lại hình dáng con người của Kerrigan. Một lần nữa mà không có một lãnh đạo thống nhất, Zerg bị phân chia thành nhiều bầy khác nhau. Tình trạng này kéo dài cho đến các sự kiện sắp tới của StarCraft II: Heart of the Swarm. Trong phần 2, Kerrigan tìm cách tập hợp và khôi phục sức mạnh của the Swarm, tăng cường tiến hóa và đánh bại hoàn toàn Terran Dominion với sức mạnh khổng lồ đang bành trướng khắp sector. Trong Starcraft 2: Legacy of the void, The Swarm đã chiến đấu với quân đội Amon tới tận cánh cổng hư vô tại Unar. Sau đó, Zerg của Kerrigan đi vào the Void cùng với Terran và Protoss, từng bước đánh bại quân đội Amon. Chính loài Zerg là quân đội ở lại chiến đấu tới cùng với Amon sau khi các quân đội khác phải rút lui trong trận chiến cuối cùng tiêu diệt Amon. 
Sau End War, Kerrigan trở lại thành con người và cùng với Jim Raynor "ở ẩn" ở "một túp lều tranh" đâu đó. Loài Zerg nằm dưới quyền điều khiển của Over queen Zegara.

## Xel'Naga
Xel'Naga (có tên theo hướng dẫn sử dụng ban đầu của Starcraft , có nghĩa là "Wanderers' from Afar") là một chủng tộc cổ xưa mà cho đến nay chỉ được đặc trưng trong truyền thuyết của loạt StarCraft, sự xuất hiện duy nhất của họ là trong hình thức các di tích. Xel'Naga đóng vai trò quan trọng trong câu chuyện gốc cả Protoss và Zerg, chịu trách nhiệm điều khiển sự tiến hóa của 2 chủng tộc, cùng với một số các chủng tộc không rõ khác. Có suy đoán rằng người chơi có thể kiểm soát Xel'Naga trong StarCraft II và mặc dù điều này đã được chắc chắn bị từ chối bởi Blizzard Entertainment , họ đã xác nhận Xel'Naga sẽ đóng góp cho cốt truyện của trò chơi "trong một câu chuyện khá sử thi" .

### Thuộc tính
Trong hướng dẫn sử dụng của StarCraft, Xel'Naga được mô tả như một chủng tộc quyết tâm tạo ra các dạng sống hoàn hảo. Xel'Naga cũng tuyên bố là có nguồn gốc từ thiên hà khác và đã "gieo giống và gieo trồng hàng ngàn các chủng tộc khác nhau" trong thời gian của họ . Xel'Naga là người hướng dẫn cho sự tiến hóa của Protoss, một chủng tộc mà Xel'Naga tin là sở hữu sự tinh khiết của hình thức. Tuy nhiên, sau khi tiết lộ bản thân cho vật thử nghiệm dường như thành công của họ, sự hiện diện của họ tạo cho Protoss một tư tưởng sợ hãi. Tin rằng thí nghiệm của họ là một thất bại, Xel'Naga đã xa lánh và cuối cùng bị tấn công bởi Protoss trong khi dời khỏi Aiur . Xel'Naga sau đó phát hiện ra các ấu trùng Zerg ký sinh có thể điều khiển các hệ thống thần kinh của các chủng tộc khác. Xel'Naga đã nhìn thấy điều này như độ tinh khiết của tinh chất, và hướng dẫn sự tiến hóa của Zerg. Tuy nhiên, Zerg là động vật, có liên quan với sự tự bảo quản. Để trợ giúp thêm cho Zerg như là một chủng tộc, Xel'Naga tạo ra Overmind, một ý thức trung tâm để tổ chức Zerg. Họ giấu sự tồn tại của họ khỏi Overmind tuy nhiên sau khi nhận thức về sự tồn tại của họ (sau khi được lấp đầy với một chỉ thị quan trọng là họ không thể chống lại), Overmind tấn công Xel'Naga, nhiễm khuẩn và phá hủy toàn bộ lớn chủng tộc .

### Xuất hiện
Mặc dù Xel'Naga không tự xuất hiện trong các tiểu thuyết và trò chơi điện tử, các di tích khác nhau bỏ lại phía sau từ di sản của họ nằm rải rác trong suốt loạt StarCraft. Một trong những di tích đó đã xuất hiện trong Brood War, một ngôi đền lớn trên hành tinh Shakuras chứa sức mạnh để quét sạch khỏi hành tinh các chủng tộc khác . Trong quá trình của Brood War, Protoss kích hoạt ngôi đền và sử dụng nó để tiêu diệt tất cả các Zerg trên Shakuras . Ngoài ra, các cấu trúc khác cũng được thể hiện trong loạt. Trong cuốn tiểu thuyết Shadow of the Xel'Naga, ba chủng tộc chính chiến đấu để kiểm soát một cổ vật Xel'Naga lớn trên hành tinh Bhekar Ro, nhưng vô tình kích hoạt nó. Cổ vật giải phóng một sinh vật ấp trong cấu trúc, chuyển đổi các Protoss và Zerg được Xel'Naga trao quyền thành năng lượng nuôi dưỡng, trước khi biến mất vào không gian . Sau này, cuốn tiểu thuyết Firstborn cho thấy nhiều hiện vật khác tương tự được phát hiện bởi Terran Dominion trong biên giới của mình. Người thừa kế Dominion là Valerian Mengsk do đó sẽ gửi một nhóm khảo cổ học dưới sự chỉ đạo của Jake Ramsey để điều tra những di tích này .

## Tác động văn hóa

### Mặt hàng
Các chủng tộc của Starcraft đã được phổ biến đủ để truyền cảm hứng cho việc tạo ra một số tượng sưu tập và đồ chơi dựa trên các đơn vị trong trò chơi. Chuỗi đầu tiên của nhân vật hành động này đã được phát hành bởi ToyCom trong năm 2003 và bao gồm bộ binh Terran hạng nặng "Firebat" , với những mảng tương tự như một số khái niệm nghệ thuật ban đầu của StarCraft cho Firebat  và một đơn vị tấn công hạng trung Hydralisk của Zerg . Một loạt các đồ chơi khác cũng có sẵn trong năm 1998 , với hai biến thể màu sắc của Terran Marine, Zerg Hydralisk và một Zealot Protoss, đơn vị bộ binh cơ bản của Protoss. Ngoài ra, bộ dụng cụ mô hình quy mô 1/30 của Marine và Hydralisk đã được phát hành vào năm 1999 bởi Academy Hobby Model Kits . Một chuỗi thứ hai của tượng sưu tập, trong đó bao gồm một dựa trên Terran "Ghost", một gián điệp Terran với sức mạnh tâm linh, được phát triển nhưng dường như đã bị hủy bỏ .

### Đánh giá
Trước khi StarCraft, hầu hết các trò chơi chiến lược thời gian thực bao gồm các phe phái và chủng tộc với các phong cách chơi cơ bản giống nhau và các đơn vị có sự khác biệt chủ yếu là hời hợt. Như vậy, tính độc đáo và sự đa dạng của các chủng tộc trong loạt StarCraft đã được đón nhận bởi nhiều nhà phê bình của ngành công nghiệp. Trong xem xét của họ dành cho Starcraft, Tom Chick của IGN tuyên bố rằng các cân bằng và sự khác biệt giữa các chủng tộc là "đáng kể", tiếp tục để khen ngợi của trò chơi là "cấp tiến" trong phương pháp tiếp cận các chủng tộc khác nhau và mức độ thành công cao của nó khi so sánh với các trò chơi khác trong thể loại này. IGN cũng đã tích cực về sự sắp xếp đơn vị trong 3 chủng tộc, ghi nhận Blizzard Entertainment cho việc không cho phép các đơn vị trở nên lỗi thời trong khi chơi mở rộng và cho thấy một "extraordinary amount of patience in balancing them."  GameSpotđã đưa các chủng tộc vào sự nhận xét về StarCraft, mô tả các chủng tộc là đầy cá tính. Phát biểu rằng việc sử dụng của các chủng tộc khác biệt cho phép cho các trò chơi "tránh những vấn đề của các bên bằng nhau đã cản tất cả các trò chơi khác trong thể loại này", GameSpot đã ca ngợi Blizzard Entertainment là giữ cho nó "cân bằng mặc dù sự đa dạng tuyệt vời." 
Các đánh giá khác đều lặp lại sự tiếp nhận tích cực này. Các trang web game thủ đền mô tả các chủng tộc là "rất đa dạng nhưng cũng cân bằng", nói rằng điều này cho phép "một kinh nghiệm chơi game đầy thách thức và thú vị" . Allgame nói rằng sự bao gồm của ba chủng tộc "năng động" "làm tăng thanh" trò chơi chiến lược thời gian thực, khen ngợi trò chơi trong việc "learn how [the aliens'] minds work and not think like a human".. Các nhà bình luận cũng đánh giá cao thiết kế thẩm mỹ của ba chủng tộc; Đặc biệt, áo giáp mặc bởi Marine Terran được đánh giá thứ 11 bởi Maxim trong các áo giáp hàng đầu trong các trò chơi điện tử  và thứ 9 trong một tính năng tương tự bởi Machinima.com .
Điểm tích cực này, tuy nhiên, không phải là phổ biến. Ví dụ, Computer and Video Games, trong khi mô tả các trò chơi như "rất có thể chơi được", tuy nhiên mô tả một "slight feeling of déjà vu" giữa ba chủng tộc .